# 1670-ті

## Події
- 1670–71 — селянська війна на Московщині під проводом С. Т. Разіна.

## Померли
…